# Hobbsinella edwardensis
Genre
Espèce
Hobbsinella edwardensis, unique représentant du genre Hobbsinella, est une espèce de crustacés malacostracés de la famille des Bathynellidae.

## Distribution
Cette espèce est endémique du Texas aux États-Unis.

## Publication originale
- Camacho, Hutchins, Schwartz, Dorda, Casado & Rey, 2017 : Description of a new genus and species of Bathynellidae (Crustacea: Bathynellacea) from Texas based on morphological and molecular characters. Journal of Natural History, vol. 52, no 1-2, p. 1-23.